# Hieracium florentinum
Hieracium florentinum là một loài thực vật có hoa trong họ Cúc. Loài này được All. mô tả khoa học đầu tiên năm 1785.